# Джон Дадлі, 1-й герцог Нортумберленд
Джон Дадлі (англ. John Dudley, 1st Duke of Northumberland; 1502 — 22 серпня 1553, Лондон) — англійський державний діяч, регент Англії в 1549—1553 роках (від імені малолітнього короля Едуарда VI). Після смерті останнього в 1553 році спробував звести на трон свою невістку леді Джейн Грей, однак зазнав невдачі, був заарештований і страчений.

## Біографія
Джон Дадлі народився в аристократичній родині, він був старшим сином Едмунда Дадлі, фінансового радника короля Англії Генріха VII, страченого в 1510 році за наказом Генріха VIII.
Джон став вихованцем сера Едварда Гілфорда, з дочкою і спадкоємицею якого, Джейн, він і одружився. Завдяки зв'язкам тестя при королівському дворі, Джон швидко робить кар'єру. У 1538 році він — військовий комендант і губернатор Кале, в 1542 році Генріх VIII призначає його лордом-адміралом англійського флоту. Крім цього, йому було повернуто титул віконта де Лайла, на який він мав права по материнській лінії.
Під час війни з Францією в 1544 році Дадлі вдалося здобути кілька перемог в морських боях в Ла-Манші, завдяки чому йому вдалося домогтися ще більшої прихильності короля. 30 грудня 1546 року смертельно хворий Генріх VIII вводить Дадлі в Регентську раду, що складалася з 16 членів, що мала правити країною від імені дев'ятирічного Едуарда VI.
28 січня 1547 король Генріх VIII помер, і Едуард Сеймур, дядько спадкоємця престолу Едуарда VI, тримав у таємниці смерть короля до тих пір, поки не проголосив себе лордом-протектором Англії. 4 лютого 1547 року Едуард Сеймур отримує титул герцога Сомерсетського. Джон Дадлі отримує титул граф Ворік, звання королівського Камеристого і лорда-лейтенанта при протекторі, проте змушений був відмовитися від титулу «лорда-адмірала» на користь молодшого брата лорда-протектора, Томаса Сеймура.
Брав участь також в організованій Едуардом Сеймуром військовій кампанії проти Шотландії. У вересні 1547 року взяв участь в битві при Пінкі-Клей. Військові успіхи англійців над шотландцями були настільки незначні, що Дадлі стає ціллю для насмішок і нападок розчарованої громадськості. Тоді ж з'являються перші памфлети, в яких він зображується корумпованим і жорстоким тираном.
Влітку 1549, внаслідок короткозорої політики регентської ради, в різних частинах Англії спалахують релігійні заворушення. Найбільш серйозним було повстання під керівництвом шкіряника Роберта Кета, під командуванням якого був озброєний 16-тисячний загін, вони контролювали графство Норфолк. Кет розраховував на підтримку керівника регентської ради герцога Сомерсетського, який мусив був, на його думку, покарати місцеву сільську аристократію, що гнобить народ. Так як герцог Сомерсетський усунувся від вирішення цієї проблеми, в Норфолк виступив з озброєним військом Дадлі. Він розбив при Дассіндейлі загони повстанців.
Так як протектор Сомерсетський, бажаючи здобути популярність серед народу, в той же час досить зарозуміло звертався з іншими членами регентської ради і навіть з юним королем Едуардом, серед придворних позначилася опозиція правлінню Сомерсетського, очолена Дж. Дадлі і підтримана архієпископом Томасом Кранмером. 6 жовтня 1549 року Едуард Сеймур відвіз короля Едуарда до Віндзорського палацу, 13 жовтня же вірні Дадлі війська оточили Віндзор, Едуард Сеймур і його дружина були заарештовані і поміщені в Тауер. Джон Дадлі оголосив себе президентом регентської ради (Lord President of the Council), відмовився від титулу «лорд-протектор», проте закріпив за собою найважливіші повноваження в уряді. 10 лютого 1550 року Сомерсетський був звільнений і повернений в Регентську рада, примирення було скріплене весіллям старшого сина Дадлі з дочкою Едуарда Сеймура.
За правління Джона Дадлі були припинені війни з Францією (Булонський договір 1550 року — Булонь перейшла до Франції) і Шотландією (Анжерський договір 1551), він також був ініціатором сватання малолітнього короля Едуарда VI до Єлизавети Валуа, дочки французького короля Генріха II. У своїй церковній політиці Дадлі був покровителем протестантів і продовжував секулярізаторскую політику Генріха VIII щодо католицької церкви. 11 жовтня 1551 року Дадлі було надано королем титул Герцог Нортумберлендський. Через кілька днів після цього Дадлі наказує заарештувати Едварда Сеймура і 24 жовтня 1551 року розпочинається судовий процес над ним — за звинуваченням у змові проти влади регентської ради. Сеймур був засуджений до смерті і 22 січня 1552 року страчений.
Джон Дадлі був дуже близький до юного короля Едуарда і поступово вводив його в курс справ регентської ради. Однак починаючи з 1552 року стан здоров'я англійського монарха різко погіршився. Едуард захворює віспою, а після одужання — на кір. Незважаючи на зусилля його італійського лікаря Джироламо Кардано, життя молодого короля постійно перебувало в небезпеці.
На початку 1553 Едуард знову важко застуджується і хворіє. Передбачаючи можливі наслідки, Дадлі переконує короля змінити закон про престолонаслідування від 1544 року з тим, щоб його наступницею стала не сестра Едуарда, католичка Марія, а внучата племінниця короля Генріха VIII, леді Джейн Грей. Для здійснення цього плану Дадлі об'єднався з сером Генрі Греєм, герцогом Саффолком, її батьком. 21 травня 1553 Джейн Грей вийшла заміж за 16-річного сина Дадлі, Гілфорда. Наскільки великим був вплив самого Дадлі на зміну закону про престолонаслідування — неясно; відомо, що ця ідея відповідала настрою самого короля Едуарда VI. Через три тижні, вже смертельно хворий, Едуард в присутності Дадлі оголошує членам регентської ради про зміну порядку престолонаслідування таким чином, що обидві його сестри, Марія і Єлизавета, виключалися з числа можливих претендентів на трон Англії.
Перед смертю Едуард побажав бачити своїх сестер, але Марія і Єлизавета, побоюючись арешту, в Лондон не з'явилися. 6 липня 1553 король Едуард VI помер.
Дадлі приховав його смерть і направив війська заарештувати його сестру Марію, проте почав діяти із запізненням. Марію попередили про небезпеку, і вона встигла втекти на північ країни, в Норфолк, під захист католицької аристократії, що була сильна там. 9 липня 1553 року леді Джейн Грей була оголошена королевою Англії. У свою чергу, 10 липня 1553 року в Норфолку, Марія була своїми прихильниками також проголошена королевою. У відповідь на це Дадлі, за особистим наказом королеви Джейн, на чолі військ виступив проти Марії в Норфолк. Однак населення Англії в цій суперечці стало на бік дочки і сестри королів, Марії. Військо Дадлі на шляху почало розбігатися, багато дезертирів перейшли на бік Марії Тюдор. За відсутності Дадлі Регентська рада в Лондоні поспішила повалити його владу. 18 липня 1553 року Дадлі був заарештований в Кембриджі.
Регентська рада визнала владу Марії Тюдор. Коли заарештованого Дадлі привезли в Лондон, натовп закидав його камінням і гнилими овочами. Під час судового процесу, на якому його судили колишні колеги з регентської Ради, Дадлі перейшов в католицизм і покаявся в скоєних «злодіяння», що не врятувало його життя. 22 серпня 1553 року при великому скупченні народу, Джон Дадлі був страчений на пагорбі Тауер.
12 лютого 1554 року було страчено 17-річного Гілфорда Дадлі, пізніше в той же день стратили також і 16-річну Джейн Грей. Інші сини Дадлі також були засуджені до смерті, проте після ув'язнення в півтора року випущені на свободу. Пізніше Роберт Дадлі, граф Лестер, був протягом тривалого часу фаворитом королеви Єлизавети I.
У своїй господарській політиці Джон Дадлі уособлював поширений в ту епоху тип аристократа, що наживаються на земельних спекуляціях, збагачують за рахунок конфіскованих володінь католицької церкви. З іншого боку, він протегував розвиток мореплавства і морської торгівлі. У 1551 році Дадлі спільно з купцем Ендрю Джаддом засновує торгове товариство — «Містерію і компанію купців-підприємців для відкриття регіонів, домініонів, островів і місць невідомих» (Mystery and Company of Merchant Adventurers for the Discovery of Regions, Dominions, Islands, and Places unknow), що профінансувала експедицію Річарда Ченслора, яка мала на меті відкриття північного «азійського» морського шляху в Америку. Ченслор доплив до Білого моря і відвідав Холмогори. Приїхавши звідти в Москву, він домовився про встановлення прямих англо-московських торговельних і політичних відносин. З створеного в 1552 році за ініціативою Дадлі товариства утворилася в 1555 році Московська компанія. Дадлі також заснував суднобудівну верф в Чатемі (на річці Мідуей).